# نادي ديبورتيفو الكالا
نادي ديبورتيفو الكالا (بالإسبانية: Club Deportivo Alcalá)‏ هو فريق كرة قدم إسباني مقره في ألكالا دي غوادايرا، في منطقة أندلسية المستقلة. تأسس عام 1945 وهو يلعب في División de Honor Andaluza - Group 1، ويلعب المباريات المنزلية في Nuevo Estadio Ciudad de Alcalá، بسعة 2261 مقعدًا. ظهر سي دي ألكالا في دوري الدرجة الثانية ب الإسبانية في 2004-05. لقد لعبوا 5 سنوات في هذا القسم.